# スィイルト
スィイルト（トルコ語: Siirt）は、トルコ南東部の都市で、スィイルト県の県都。アラビア語ではシギルド (سِعِرْد)、クルド語ではセルト (Sêrt)、アルメニア語ではスヘールド (Սղերդ) と呼ばれる。中心地区ではクルド人、トルコ人、アラブ人が共存している。2009年国勢調査時点の人口は12万9188人。

## 概要
国内でも貧しい都市のひとつだが、近年では郊外に近代的な住宅、商店、銀行やホテルが建ち始め、スィイルトも観光価値を増している。トルコ国内では手作りのブランケットで知られ、観光客の多くはプレゼントとしてブランケットを携えて帰路につく。かつてはジリカン家により伝統的なキリム（絨毯）がつくられていたが、官民合同の取り組みの結果1996年に再び生産が始まり、現在でも珍重されている。また、ブットゥム（Bıttım）という石鹸も名物とされる。そのほか、食文化と温泉が豊か。アイドゥンラール（アッカド語ではティロ）地区の中心部に築かれたマドラサは有名で、ペルヴァリ地区は豊かな植生から養蜂が盛んである。
街のランドマークはセルジューク朝のスルタン、マフムード2世によって1129年に築かれた大モスクである。1965年に修復された。
レジェップ・タイイップ・エルドアン首相の選挙区で、2003年の大国民議会選挙でも再選された。妻のエミーネ・エルドアンはスィイルトの出身である。

## キリスト教の歴史
イスラム教が浸透する以前、この地はサイルド (Saird) と呼ばれ、東方正教会により教会政治が行われていた。スィイルトの司教図書館で「パリのシリア語聖書」として知られる彩色写本が発見されたことから、スィイルトのクリスチャンはシリア語で礼拝を奉げていたことが分かる。シリア語とはアラビア語に関連した典例上の言語で、現在でもカルデア人の儀式やインドの東方正教会信者、シルクロードを通り中国にまで達したネストリウス派（景教徒）の間で用いられる。スィイルトで保管されているネストリウス派キリスト教徒についての作者不明の歴史書「シールト年代記」には、7世紀中ごろまでのペルシャ一帯におけるキリスト教史が綴られている。1858年から1915年にかけてはカルデア・カトリック教会の司教区が置かれた。